# Mecosaspis viridis
Mecosaspis viridis är en skalbaggsart som beskrevs av Jordan 1894. Mecosaspis viridis ingår i släktet Mecosaspis och familjen långhorningar. Inga underarter finns listade i Catalogue of Life.